# 切里普萊恩 (紐約州)
切里普萊恩（英語：Cherry Plain）是位於美國紐約州倫塞勒縣的非建制地區。

## 歷史
切里普萊恩的郵局自1868年營運至今。

## 地理
切里普萊恩所處的海拔為高於海平面346米（即1135英呎），而該地所採用的時區為UTC-5，即北美东部时区（EST）。同時該地設有夏令時間，為UTC-5調快一小時，即UTC-4（EDT）。